# Reichsritter
Reichsritter ist eine Bezeichnung für Adlige im Heiligen Römischen Reich. Als Reichsritter wurden zwei unterschiedliche Personenkreise bezeichnet:
- Mitglieder der freien Reichsritterschaft (siehe: Ständeordnung). Das Präfix „Reichs-“ soll anzeigen, dass diese Adligen direkt dem König bzw. Kaiser des Reichs und nicht einem Landesfürsten unterstanden. Sie waren damit zwar reichsunmittelbar, gehörten jedoch nicht zu den Reichsständen, da sie keinen eigenen Sitz mit Stimmberechtigung im Reichstag besaßen. Sie werden daher auch dem Niederen und nicht dem Hohen Adel zugerechnet.
- Adlige, die ihre Titel vom Kaiser verliehen bekommen hatten, ohne aber Inhaber reichsunmittelbarer Herrschaften zu sein bzw. der Reichsritterschaft anzugehören. Auch solche Titelträger blieben im niederen Adel. In diesem Fall zeigte das Präfix „Reichs-“ an, dass diese Adligen ihre Diplome direkt vom römisch-deutschen Kaiser oder einem Reichsvikar erhalten hatten. Reichsritter dieses Typs unterstanden stets einem Landesfürsten.

## Mitglieder der Reichsritterschaft
„Reichsritterschaft“ ist der Oberbegriff für die Angehörigen von Korporationen des reichsfreien oder „immediaten“ niederen Adels im Heiligen Römischen Reich. Vor allem in Schwaben, Franken und im Rheinland hatten sich Adlige ihre aus dem Mittelalter herrührende unmittelbare Lehnsbeziehung zu Kaiser und Reich für ihre Besitzungen bewahren können. Historisch handelte es sich bei den Reichsrittern entweder um Nachfahren (und Erben) von Inhabern mittelalterlicher Lehen, deren Lehnsgeber ausgestorben waren, sodass das Oberlehen an das Reich und sein Oberhaupt zurückgefallen (und anschließend nicht neu ausgegeben worden) war, oder um Nachfahren alter Reichsministerialen, die ihre Lehen schon immer direkt vom Reich genommen hatten.
Als 1495 mittels eines Vertrages zwischen dem Kaiser und den Reichsständen der Reichstag und seine – an bestimmte Territorien gebundenen – Sitze zu einer festen Institution der Reichsverfassung wurden, bekamen allerdings nur die Inhaber großer Reichslehen (Kurfürsten, Herzöge, Fürsten, Grafen und Reichsprälaten) solche Sitze zugeteilt. Die Reichsritter, deren Grundherrschaften von der Größe her meist nur durchschnittlichen Rittergütern entsprachen, die von einem Landesfürsten zu Lehen gingen, erhielten keine solchen Sitze und damit keine Reichsstandschaft. Die Inhaber der kleineren Reichslehen schlossen sich daraufhin in Schwaben, Franken und im Rheinland in den drei entsprechenden Ritterkreisen zusammen, die ihrerseits in „Kantone“ gegliedert waren, um politisch ihre Interessen innerhalb ihres jeweiligen Reichskreises geltend zu machen. Durch Erbschaft oder Kauf eines solchen Reichslehens konnte eine Adelsfamilie auch später noch in diese Ritterkreise aufgenommen und damit zu Reichsrittern werden. In anderen Reichskreisen (von denen es insgesamt zehn gab) existierte keine solche Interessenvertretung, da es dort oft nur wenige freie Reichsritter gab. Diese besaßen oft nicht einmal die Kreisstandschaft, also Sitz und Stimme im Kreistag.

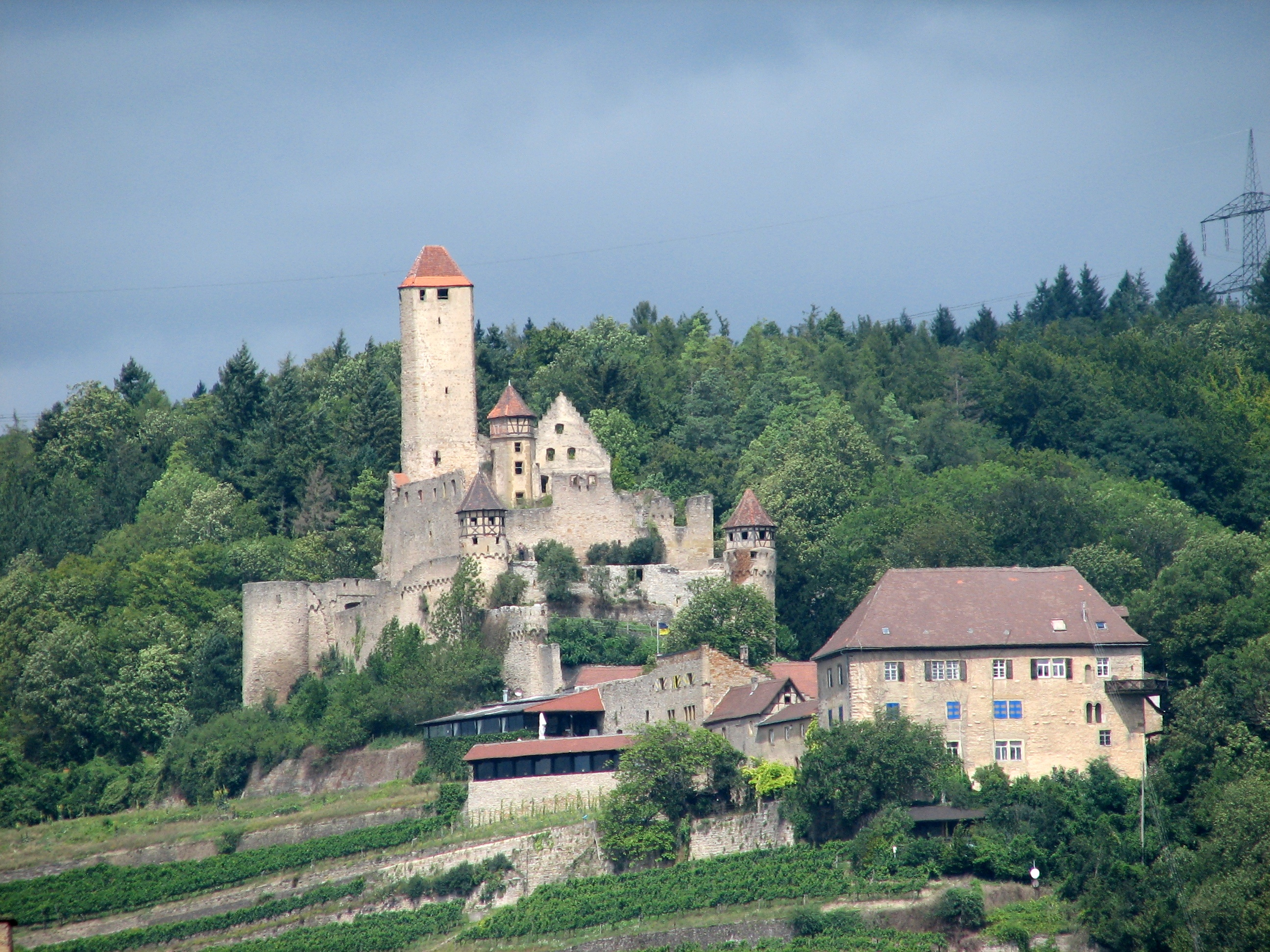
Burg Hornberg im Neckartal, Sitz des Reichsritters Götz von Berlichingen

Reichsritter konnten vom Kaiser auch in den Freiherren- oder Grafenstand erhoben werden und bezeichneten sich dann oft als Reichsfreiherren oder Reichsgrafen. Damit war aber in der Regel nicht der Aufstieg vom Reichsritter in die Reichsstandschaft verbunden, da Letztere an den Territorien hing, nicht am Titel. Nur durch den Erwerb eines Territoriums mit Sitz und Stimme im Reichstag war ein Aufstieg in den Kreis der Reichsfürsten und regierenden Reichsgrafen und damit die Reichsstandschaft möglich. (Ausnahme war die Aufnahme als Personalist, diese aber nicht erblich.) In sehr seltenen Fällen nur wurden neue erbliche Sitze im Reichstag geschaffen.
Der Fränkische Ritterkreis, der Schwäbische Ritterkreis und der Rheinische Ritterkreis wurden mit dem Ende des Heiligen Römischen Reichs 1806 aufgelöst und die Reichsritter kamen durch Mediatisierung unter die Herrschaft von Mitgliedsstaaten des Deutschen Bundes. Am Ende des Alten Reiches umfasste die Reichsritterschaft etwa 350 Familien mit ungefähr 450.000 Untertanen.

## Reichsritter als Inhaber kaiserlicher Ritterdiplome

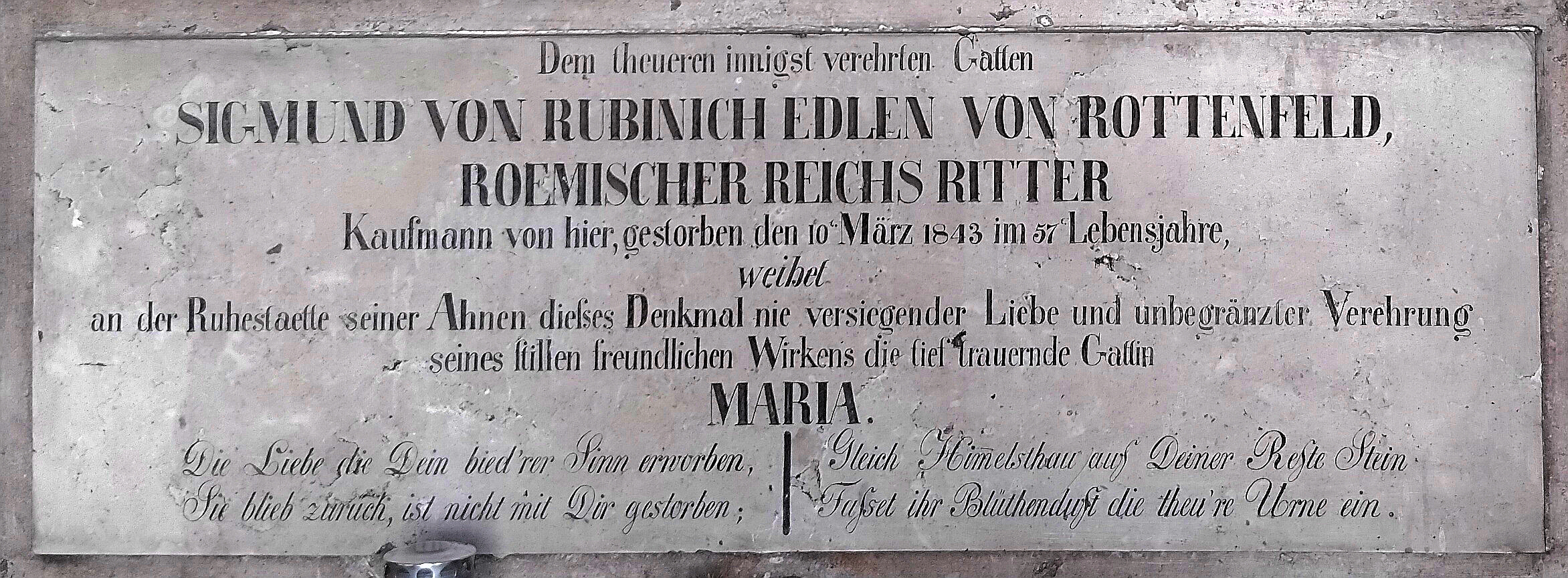
Sebastiansfriedhof Salzburg: Grabmal des Sigmund Rubinich von Rottenfeld mit der Bezeichnung Römischer Reichs Ritter

Als Reichsritter wurden aber auch solche Adelige bezeichnet, die ihren Rittertitel durch eine Urkunde des römisch-deutschen Kaisers oder eines Reichsvikars verliehen bekommen hatten, gleichgültig ob sie dem Uradel angehörten – und auf diese Weise eine Rangerhöhung erfuhren – oder dem Briefadel. Entsprechendes konnte auch für Reichsfreiherren und Reichsgrafen gelten. Der formelle Titel lautete immer nur Ritter, das Präfix „Reichs“- ist zwar in Ritterdiplomen und Bildinschriften des 17. und 18. Jahrhunderts, meist in der Version des Heiligen Römischen Reichs Ritter, gelegentlich zu lesen, bildete aber nie einen offiziellen Titel.
Eine Standeserhöhung durch den Kaiser (in dieser Eigenschaft, denn er konnte ebenso Titel mit Beschränkung auf seine Erblande verleihen) war im ganzen Reich gültig. Ausländische Titel mussten hingegen bei Naturalisierung im Reich anerkannt werden. Mit Reichsunmittelbarkeit oder einer Belehnung mit Reichsgut hatte der Titel in diesem Fall nichts zu tun, sondern war lediglich ein Hinweis darauf, dass er vor 1806 durch den Kaiser oder einen Reichsvikar verliehen worden war. Dies traf vor 1806 auf die meisten Erhebungen in den Ritterstand zu.